# Pegesimallus mesasiatica
Pegesimallus mesasiatica är en tvåvingeart som först beskrevs av Pavel Lehr 1958.  Pegesimallus mesasiatica ingår i släktet Pegesimallus och familjen rovflugor. Inga underarter finns listade i Catalogue of Life.